# Radio Moscow
I Radio Moscow sono un gruppo rock statunitense originario dell'Iowa e attivo dal 2003.

## Formazione

### Formazione attuale
- Parker Griggs – voce, chitarra, batteria, percussioni (2003–presente)
- Anthony Meier – basso (2013–presente)
- Paul Marrone – batteria (2013–presente)

### Ex componenti
- Serana Rose – basso (2003–2006)
- Luke McDuff – basso (2006–2007)
- Zach Anderson – basso (2007–2012)
- Billy Ellsworth – basso (2012–2013)

## Discografia

### Album in studio
- 2007 – Radio Moscow
- 2009 – Brain Cycles
- 2011 – The Great Escape of Leslie Magnafuzz
- 2014 – Magical Dirt
- 2017 – New Beginnings

### Album dal vivo
- 2016 – Live! In California

### Raccolte
- 2012 – 3 & 3 Quarters